# Eryngium gentryi
Eryngium gentryi är en flockblommig växtart som beskrevs av Lincoln Constance och Bye. Eryngium gentryi ingår i släktet martornar, och familjen flockblommiga växter. Inga underarter finns listade i Catalogue of Life.